# Hernández (Entre Ríos)
Hernández es un municipio del distrito Algarrobitos con una pequeña porción en el distrito Montoya del departamento Nogoyá en la provincia de Entre Ríos, República Argentina. El municipio comprende la localidad del mismo nombre y un área rural. Dista 88 km hacia el sudeste de la ciudad de Paraná, y a 23 km al noroeste de la ciudad de Nogoyá.
Su principal actividad económica es la agricultura y el acopio de cereales. Los cereales más destacados son la soja, el maíz y el trigo.
El 16 de mayo de 1887 fue habilitado el ramal ferroviario entre Paraná y Nogoyá y el 4 de junio de 1887 se dispuso la mensura, subdivisión y amojonamiento de las tierras destinadas a las colonias y pueblos que se fundarían en las estaciones intermedias. El 20 de febrero de 1888 fue expedida la mensura de los campos de la nueva colonia, que comprendía 5000 hectáreas, siendo la propiedad mayor la perteneciente a Sabá Z. Hernández y Cía., del futuro gobernador de Entre Ríos Sabá Hernández (entre 1889 y 1891). El 17 de marzo de 1888 la mensura fue aprobada por el Departamento Topográfico provincial, tomándose esa fecha como fundacional.

## Parroquias de la Iglesia católica en Hernández
| Arquidiócesis | Paraná                      |
| ------------- | --------------------------- |
| Parroquia     | Nuestra Señora de la Merced |